# After Bathing at Baxter's
After Bathing at Baxter's es el tercer álbum de estudio de la banda de rock norteamericana Jefferson Airplane.

## Producción
Después de su exitoso disco Surrealistic Pillow del mismo año, Jefferson Airplane publicó After Bathing at Baxter's  un nuevo disco donde el grupo da paso a una psicodélia más ácida, y más alejada del Folk y el Blues. En este trabajo también destacan más las improvisaciones y la voz de Grace Slick, con la guitarra de Kaukonen haciéndose más presente de una manera más cruda, será el inicio de la etapa a la que Slick se refiere como aquella en que cuando tocaban en vivo se daban con el gusto de no seguir los temas tal como estaban en el disco.
Destacan canciones como “Spare Chaynge” de Slick o “Rejoyce” un homenaje al Ulysses de James Joyce. Si bien no fue un álbum de gran éxito en sus momento, “The Ballad of you and me and Pooneil” fue lanzada como sencillo en agosto de 1967 llegando a alcanzar el puesto 42 de las listas de éxitos norteamericanas.

## Lista de canciones
| N.º | Título                                                                                              | Duración |  |
| 1.  | «The Ballad of You & Me & Pooneil» (Paul Kantner)                                                   | 4:29     |  |
| 2.  | «A Small Package of Value Will Come to You, Shortly» (Spencer Dryden, Gary Blackman, Bill Thompson) | 1:39     |  |
| 3.  | «Young Girl Sunday Blues» (Marty Balin, Paul Kantner)                                               | 3:33     |  |
| 4.  | «Martha» (Paul Kantner)                                                                             | 3:26     |  |
| 5.  | «Wild Tyme» (Paul Kantner)                                                                          | 3:08     |  |
| 6.  | «The Last Wall of the Castle» (Jorma Kaukonen)                                                      | 2:40     |  |
| 7.  | «Rejoyce» (Grace Slick)                                                                             | 4:01     |  |
| 8.  | «Watch Her Ride» (Paul Kantner)                                                                     | 3:11     |  |
| 9.  | «Spare Chaynge» (Jack Casady, Spencer Dryden, Jorma Kaukonen)                                       | 9:12     |  |
| 10. | «Two Heads» (Grace Slick)                                                                           | 3:10     |  |
| 11. | «Won't You Try / Saturday Afternoon» (Paul Kantner)                                                 | 5:09     |  |

## Personal
- Grace Slick – piano, órgano y voz.
- Paul Kantner – guitarra, voz
- Jorma Kaukonen – guitarra, sitar, voz
- Jack Casady – bajo
- Spencer Dryden – batería, percusión
- Marty Balin – guitarra, voz